# Dysonova sfera
Dysonova sfera je hipotetična umetna struktura, ki obdaja zvezdo in absorbira velik delež izsevane energije. Zgradila bi jo tehnološko zelo napredna nezemeljska civilizacija za zbiranje in uporabo te energije v koristne namene. Ime je dobila po fiziku Freemanu Dysonu, ki je zamisel zasnoval kot miselni preskus razvoja take civilizacije. Ker vsak planet v planetnem sestavu prejme le neznaten delež energije svoje matične zvezde in ker civilizacija za svoj napredek potrebuje vedno več energije, je rekonstrukcija planetnega sistema, da maksimizira površino in s tem zajeto energijo, logičen korak v razvoju. Dyson je osnovo za zamisel povzel iz znanstvenofantastičnega romana Star Maker avtorja Olafa Stapledona iz leta 1937, ki opisuje vesolje, v katerem je taka civilizacija obdala zvezde s tančico za zbiranje energije. Dyson se je zavedal, da bi toga struktura – sistem obročev ali kar nepropustna lupina – zahtevala nemogoče trden material, zato bi njegovo zamisel natančneje opisali z izrazom Dysonov roj: po njej bi bila vsa materija planetnega sestava predelana v roj manjših ploščatih objektov, ki obdajajo zvezdo na stalni oddaljenosti in so enakomerno oddaljeni med seboj, energijo pa do zbiralnika prenašajo brezžično.
Človekova tehnika še ne omogoča gradnje tovrstnih struktur, predstavljajo pa možnost, da bi lahko tako graditelje zaznali in tako dokazali obstoj nezemeljskega življenja. Z zajemom znatnega deleža energije zvezde bi se za opazovalca od daleč namreč spremenil njen emisijski spekter. Ker bi bili gradniki Dysonove sfere verjetno zgrajeni iz težjih elementov, kakršni niso prisotni v zvezdi, bi del prejete energije izsevali kot infrardeče valovanje, kar bi bilo bistveno drugače od pričakovanega spektra zvezde (ta je sicer odvisen od njenega razreda).

## V fikciji
Koncept Dysonove sfere je v znanstveni fantastiki populariziral Larry Niven s svojim romanom Ringworld (1970), v katerem opisuje eno od izvedenk: tog obroč okrog zvezde. Tudi sicer avtorji za dramatičen učinek običajno uporabijo togo strukturo in predpostavljajo, da tehnološki napredek prinese tudi dovolj trden material.